# Agenzia di Bhopal
L'Agenzia di Bhopal (in inglese: Bhopal Agency) era una agenzia dell'India britannica.

## Storia
L'agenzia venne costituita nel 1818 dopo la conclusione della Terza guerra anglo-maratha, e copriva l'area degli stati principeschi di Bhopal (il più grande), Khilchipur, Kurwai, Narsingarh, Muhammadgarh, Pathari e Rajgarh, oltre ai distretti di Bhilsa e Isagarh che appartenevano allo Stato di Gwalior ed il distretto di Sironj che apparteneva a allo stato di Tonk nel Rajputana.
A capo dell'agenzia venne posto il governatore generale dell'India britannica. Nel 1854 l'Agenzia di Bhopal divenne parte dell'Agenzia dell'India Centrale. Nel 1895 i distretti di Gwalior di Bhilsa e Isagarh vennero trasferiti dall'Agenzia di Bhopal alla Residenza di Gwalior. Nel 1931 gli stati principeschi del Dewas Senior e del Dewas Junior vennero aggiunti all'agenzia e nel 1933 lo stato di Makrai venne trasferito qui dalle Province Centrali e Berar.
L'agenzia di Bhopal cessò di esistere alla mezzanotte del 15 agosto 1947 quando l'India britannica divenne indipendente e tutte le relazioni tra gli stati principeschi cessarono di esistere. Dopo la partenza degli inglesi, i governanti di tutti gli stati via via entrarono a fa parte dell'India e gran parte dell'ex Agenzia di Bhopal venne inclusa nel nuovo stato di Madhya Bharat, mentre Bhopal divenne una Chief Commissioner's Province. Madhya Bharat e Bhopal vennero unite a formare il Madhya Pradesh il 1 novembre 1956.

## Stati principeschi
Sino al 1931 l'agenzia includeva nove stati principeschi oltre ad un numero di stati minori e territori, alcuni dei quali erano governati dai thakur.
Quattro erano i Salute states, in ordine di precedenza :
- Bhopal, titolo Nawab, saluto ereditario di 19 colpi di cannone a salve (21 colpi locali)
- Narsinghgarh, titolo Raja, saluto ereditario di 11 colpi di cannone a salve
- Rajgarh, titolo Raja, saluto ereditario di 11 colpi di cannone a salve
- Khilchipur, titolo Raja, saluto ereditario di 9 colpi di cannone a salve

I non-salute states erano, in ordine alfabetico:
- Basoda
- Kurwai
- Maksudangarh
- Muhammadgarh
- Pathari